# 부쿠레슈티 성서

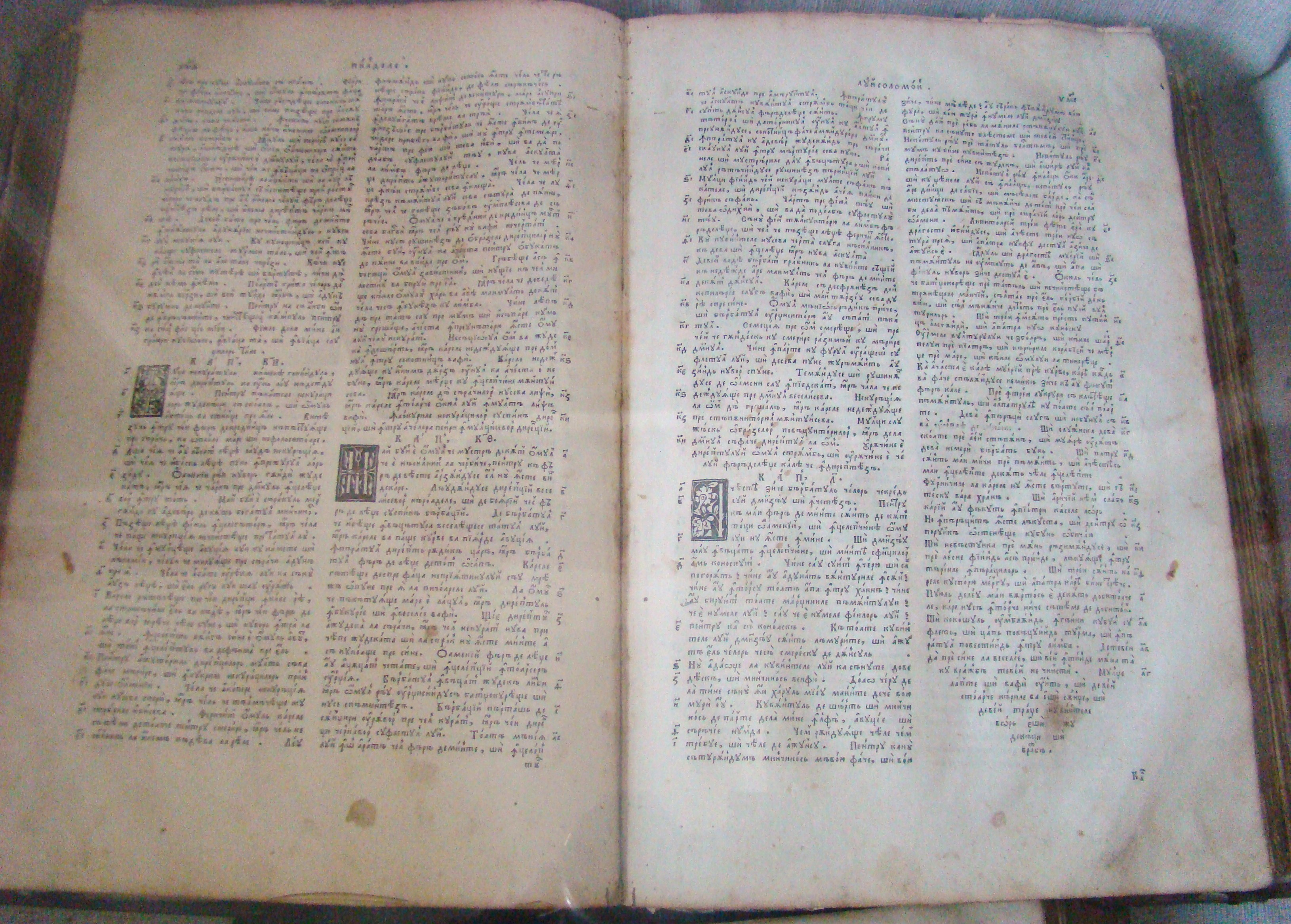
셰르반 칸타쿠지노의 성경

칸타쿠지노 성서로도 알려진 부쿠레슈티 성서(루마니아어: Biblia de la București)는 루마니아어로 된 최초의 완전한 성서 번역으로, 1688년 부쿠레슈티에서 출판되었다. 성서는 당시 왈라키아의 통치자인 셰르반 칸타쿠지노의 명령과 후원을 받아 만들어 졌다.

## 같이 보기
- 루마니아어 성서 번역

## 추가 읽기
- Constantin C. Giurescu, Istoria Bucureștilor. Din cele mai vechi timpuri pînă în zilele noastre, Editura pentru Literatură, Bucharest, 1966